# Ирша (приток Тетерева)
Ирша — река на Украине, протекает по территории Житомирского и Коростенского районов Житомирской области, а также, частично, от устья реки Ризни в Вышгородском районе Киевской области. Левый приток реки Тетерев (бассейн Днепра).

## Гидрография
Питание снеговое и дождевое. Вода используется для промышленного и бытового водоснабжения, а также орошения.
Исток находится южнее села Ивановичи. В Тетерев впадает неподалёку от села Кухари. Длина — 136 км, глубина — от 0,3 до 4,5 м, площадь бассейна — 3070 км².
На Ирше расположены населённые пункты Хорошев, Иршанск, Малин и др.

## История
С древних времён в бассейне реки добывались железные руды, из которых на местных рудниках выплавляли металл (об этом сейчас напоминают многочисленные сёла с названием Рудня). Здесь находится Иршанский титанорудный район; разработаны многочисленные карьеры по добыче гранитов; построено несколько водохранилищ — Иршанское, Дворищанское и самое большое — Малинское. Вода из Малинского водохранилища поступает в водопровод города, используется для технологических нужд бумажной фабрики и других предприятий.

## Происхождение названия
Согласно Янко М. Т. название реки произошло от тюркского *ir «изгиб реки, извилина» и ča «русло».